# Tuiles d'Awaji

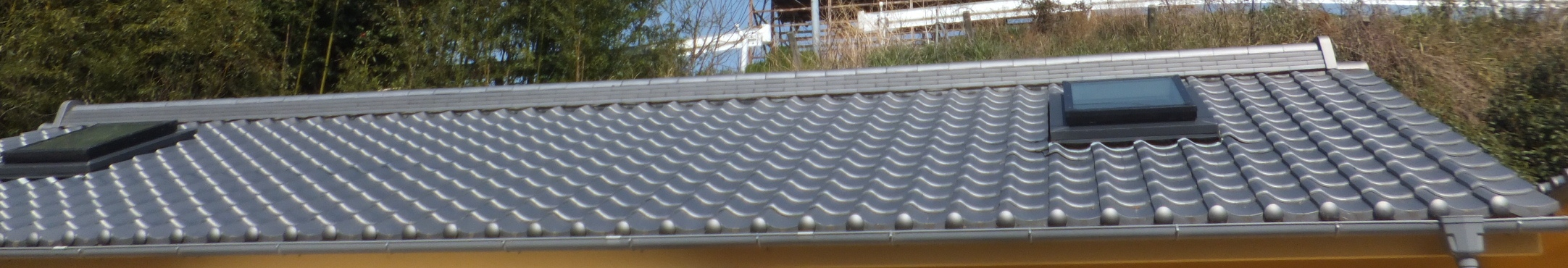
Tuiles d'Awaji

Les tuiles d'Awaji (淡路瓦, awaji-gawara) sont des tuiles en terre cuite produites dans la région d'Awaji, préfecture de Hyōgo, au Japon. Elles comptent parmi les trois types de tuiles les plus réputés du Japon, avec les tuiles de Sekishū et les tuiles de Sanshū.